# Six Degrees of Inner Turbulence
Six Degrees of Inner Turbulence ist das sechste Studioalbum der US-amerikanischen Progressive-Metal-Band Dream Theater, das im Januar 2002 veröffentlicht wurde. Es ist das erste Studioalbum der Band, das als Doppel-CD veröffentlicht wurde. Das Cover wurde von Dung Hoang entworfen.

## Inhalt
Das Album besteht aus zwei CDs. Die erste beinhaltet fünf Songs, die zwischen sieben und vierzehn Minuten lang sind und die zweite den 42-minütigen Titelsong „Six Degrees of Inner Turbulence“.
Mit „The Glass Prison“ beginnt die sogenannte „AA-Saga“, in der Drummer Mike Portnoy seine Erfahrungen mit dem Alkoholismus und den Anonymen Alkoholikern verarbeitet (jeder Song dieser Saga ist „Bill W. and his friends“ gewidmet). Diese Saga besteht aus zwölf Teilen, die sich auf fünf Songs erstrecken; neben „The Glass Prison“ behandeln auch „This Dying Soul“ (Train of Thought), „The Root of All Evil“ (Octavarium), „Repentance“ (Systematic Chaos) und „The Shattered Fortress“ (Black Clouds & Silver Linings) dieses Thema.
Der Song „Six Degrees of Inner Turbulence“, der aus acht Sätzen besteht, handelt von sechs Menschen, die unter einer jeweils anderen psychischen Störung leiden. Die Texte zu den Sätzen wurden ausschließlich von John Petrucci und Mike Portnoy verfasst.
Das Rauschen, welches man im Intro von „The Glass Prison“ vernehmen kann, ist dasselbe Geräusch (das statische Rauschen eines Plattenspielers), das auch zum Schluss des vorangegangenen Albums Metropolis Pt. 2: Scenes from a Memory zu hören ist.
Der Schlussakkord von „Losing Time/Grand Finale“ wird in einem Fade-In als Anfang des nachfolgenden Albums Train of Thought verwendet.

## Titelliste

### CD 1
1. The Glass Prison (John Petrucci, John Myung, Jordan Rudess, Mike Portnoy/Mike Portnoy) – 13:52
I. Reflection
II. Restoration
III. Revelation
2. Blind Faith (John Petrucci, John Myung, Jordan Rudess, Mike Portnoy/James LaBrie) – 10:21
3. Misunderstood (John Petrucci, John Myung, Jordan Rudess, Mike Portnoy/John Petrucci) – 9:32
4. The Great Debate (John Petrucci, John Myung, Jordan Rudess, Mike Portnoy/John Petrucci) – 13:45
5. Disappear (John Petrucci, John Myung, Jordan Rudess, Mike Portnoy/James LaBrie) – 6:45

### CD 2
1. Six Degrees of Inner Turbulence (John Petrucci, John Myung, Jordan Rudess, Mike Portnoy/John Petrucci, Mike Portnoy) – 42:04
I. Overture (John Petrucci, John Myung, Jordan Rudess, Mike Portnoy) – 6:50 (Instrumental)
II. About to Crash (John Petrucci, John Myung, Jordan Rudess, Mike Portnoy/John Petrucci) – 5:50
III. War Inside My Head (John Petrucci, John Myung, Jordan Rudess, Mike Portnoy/Mike Portnoy) – 2:08
IV. The Test That Stumped Them All (John Petrucci, John Myung, Jordan Rudess, Mike Portnoy/Mike Portnoy) – 5:03
V. Goodnight Kiss (John Petrucci, John Myung, Jordan Rudess, Mike Portnoy/Mike Portnoy) – 6:17
VI. Solitary Shell (John Petrucci, John Myung, Jordan Rudess, Mike Portnoy/John Petrucci) – 5:47
VII. About to Crash (Reprise) (John Petrucci, John Myung, Jordan Rudess, Mike Portnoy/John Petrucci) – 4:04
VIII. Losing Time/Grand Finale (John Petrucci, John Myung, Jordan Rudess, Mike Portnoy/John Petrucci) – 5:59